# 空想東京百景
『空想東京百景』（くうそうとうきょうひゃっけい）は、ゆずはらとしゆきのライトノベル作品。およびそれを原作とした、toi8による漫画作品。

## 概要
2002年頃から『ファウスト』『コミックファウスト』などでイラストーリーや漫画として断続的に連載された作品に大幅な加筆修正を加え、2008年、講談社BOXから小説単行本として刊行された。
基本的には伝奇小説だが、漫画、絵物語、辞典、年表など、様々な表現形式が混淆している。
2015年には、二見書房から2005年に刊行された『試作品少女』をベースとする上下巻の続編〈V2〉〈V3〉が刊行された。また、一迅社の月刊漫画誌『月刊ComicREX』2014年3月号から2015年1月号まで、toi8との共作による漫画『空想東京百景〈異聞〉Strange Report』も連載されている。
キャラクターデザインや挿絵は成人向け作品の『試作品少女』以外、一貫してtoi8が担当し、イラストレーターデビュー作でもある。装丁などのデザインもヨーヨーラランデーズが一貫して担当している。
2019年、LINE文庫から新シリーズ『メトロポリス探偵社 空想東京百景〈令〉』が刊行された。

## ストーリー

### 『空想東京百景』
昭和二十年八月十日の〈呪詛爆弾〉投下により、〈怪異〉や〈異能者〉たちが跋扈する昭和三十年代の平行世界〈東京〉。
異界と隣り合わせの都市で発生する奇妙な事件を追う探偵・矢ノ浦小鳩を中心に、〈帝都探偵組合〉、警視庁〈０課〉、殺し屋ギルド、国際ギャング団などの諸陣営が入り乱れ、もうひとつの〈東京〉が辿った戦後史が浮かび上がる。

### 『メトロポリス探偵社 空想東京百景〈令〉』
物語の舞台は令和元年の平行世界〈東京〉に移り、主人公も〈帝都探偵組合〉改めメトロポリス探偵社の社長代行・矢ノ浦光鶴と助手の九葉祀に世代交代している。
50年ぶりに復活した国際ギャング団や警視庁〈０課〉が絡んだ怪事件の数々から、もうひとつの〈東京〉が生まれた真相が明かされていく。

## 主な登場人物
矢ノ浦 小鳩（やのうら こばと）
新橋駅近くの古い焼けビルの二階にある〈矢ノ浦探偵事務所〉の二代目所長を務める、男装の少女探偵。
身体能力は常人並だが、漆黒の巨大ロボット〈鴉〉を従え、〈宝貝〉の技術を応用した探偵道具を操る〈帝都探偵組合〉のエース。
本人は昭和二十年八月、満州国新京生まれと自称しているが、本当の年齢は不明。異界との境界線上では「髪の長い天使のような姿」で見えることもある。
物語の狂言回し。

〈01〉（ぜろわん）
凶悪犯罪専門として秘密裏に創設された警視庁〈０課〉の女刑事。本名は抹消されている。
大柄で日本人離れした体躯の八頭身美人で、高速移動能力を持つ改造人間だが、国際ギャング団の巨大ロボットには歯が立たず、いつも小鳩に助けられている。性格は生真面目で融通が利かない。
『空想東京百景〈異聞〉Strange Report』では主人公。『メトロポリス探偵社 空想東京百景〈令〉』には登場しないが、代わりに同型機（？）の〈03〉が登場する。

蓬莱 樹一郎（ほうらい きいちろう）
〈呪詛爆弾〉投下後の〈東京〉に現れた異能者の一人。着弾と同時に自動発火し、すべてを焼き尽くすモーゼルM712型の〈灼熱魔弾ノ魔銃〉を操る〈魔銃遣い〉にして殺人序列者。
名前は偽名で、所属していた殺し屋ギルドでは番付表の順位から「No.6」と呼ばれている。
続編『空想東京百景〈V2〉殺し屋たちの休暇』と『空想東京百景〈V3〉殺し屋たちの墓標』では主人公。

〈朱雀〉（すざく）
赤毛に隻眼、海賊風の派手な外見をした国際ギャング団の女首領。
眼帯の下には脳神経と直結した特殊スコープや念波通信機が仕込まれており、〈東京〉の何処かにある観音像（残留呪詛浄化装置）を狙っているが、見当違いの襲撃を繰り返している。
平時は枯れた銀髪を腰まで伸ばした、常に穏やかな表情の三十路美人。江東区南砂の巨大スラム〈蠅の街〉で古道具屋を営んでいる。
『メトロポリス探偵社 空想東京百景〈令〉』にも登場するが、50年ぶりの復活のため、同一人物かどうか怪しまれている。

矢ノ浦 光鶴（やのうら みつる）
小鳩の助手を務めていた〈博士〉こと矢ノ浦千鶴の孫。〈帝都探偵組合〉改めメトロポリス探偵社の社長代行だが、社内ではお飾り扱いで、新橋田村町の本社（旧社屋）で一人、事務作業を行っていた。
50年ぶりに復活した国際ギャング団に誘拐されたことを機に、九葉祀とコンビを組み、本格的に探偵稼業を開始する。
〈魔女に呪われた眼〉で平行世界〈東京〉の歪みを視る異能を有するが、それ以外は完全に平々凡々の「王子様」で、重度の胃痛持ち。
新シリーズ『メトロポリス探偵社 空想東京百景〈令〉』の主人公。

九葉 祀（くよう まつり）
自称〈最凶最悪の魔女〉。矢ノ浦光鶴の押しかけ助手となる。黒髪ロング眼鏡の美少女だが、名前は無名の泡沫ネット小説のキャラクターからの剽窃で、旧シリーズ時代の〈東京〉にも詳しい「身元不明の年齢不詳」。
悪戯好きの小悪魔で、趣味は光鶴をからかうこと。そのため、光鶴の胃痛の原因となっている。身体能力は常人並だが、禍々しいデザインのステッキ〈死骸劇〉を操り、幽世からの召喚術を得意とする。
新シリーズ『メトロポリス探偵社 空想東京百景〈令〉』のヒロイン。

## 用語
〈呪詛爆弾〉（じゅそばくだん）
昭和二十年八月十日、〈東京〉へ投下された３発目の新型爆弾にして、魔術的科学で作られた呪術兵器。大量虐殺で調達した魂魄物質を凝縮し、変換した神通力と残留思念を呪詛として解放する。
原子爆弾と違い、熱線や爆風による直接破壊はなかったが、閃光を浴びた者は塩化ナトリウムの結晶と化し、更に「無限に連鎖していく死」で都市を殲滅した。しかし、辛うじて死を逃れた者の中から異能者が現れる。
爆心地は日比谷公園で、新爆死没者慰霊碑が噴水広場に設けられている。

魔術的科学（まじゅつてきかがく）
戦前、異界から持ち込まれた技術を用いて創り出されたオーバーテクノロジー。第二次世界大戦終結後は民生技術へ転用された一部を除き、表舞台から姿を消している。
異界から持ち込まれた経緯は、世界観を共有する同作者の『十八時の音楽浴 漆黒のアネット』で語られており、〈V3〉でもゲスト登場したキャラクターの口から語られた。

殺し屋ギルド（ころしやぎるど）
〈魔銃遣い〉で構成された「殺し屋たちの組合」。メンバーには腕前に応じたランキングが与えられ、殺人序列者と呼ばれる。
下位序列者が上位序列者を倒した場合はその順位に入り、空白となった順位が繰り上がる。
序列変動は番付表で告示されるが、不必要な戦いによる戦力低下を避けるため、魔銃の名で発表される。そのため、互いの顔を知る機会は極めて少ない。

〈蠅の街〉（はえのまち）
敗戦直後の混乱期、旧城東区の湾岸埋立地に建てられた満州引揚者用の粗悪なアパート群が、昭和二十二年九月のキャスリーン台風と二十四年八月のキティ台風で崩壊、それに乗じて都内各地の新爆スラム整理で排除された流民、進駐軍や警察に追われた犯罪者や共産主義者が大量に流れ込んだ結果、〈東京〉最大の暗黒街と化した。
無秩序な高層建築で形成された巨大な城塞で、内部は迷宮化している。俗称の由来は、隣接する第十四号埋立地から大量の蠅が飛来するため。
撤去を口にした政治家に災いが降りかかったことから、令和の時代にも変わらず存在し続けているが、老人の街となっており、治安レベルは足立区より少し悪い程度になっている。

〈虚構〉（きょこう）
平行世界〈東京〉に現れる「異界の魔物」たちの総称。未来の〈世界最終戦争〉で廃墟と化した都市と融合した者たちの集合意識と自称しているが、真偽のほどは定かでない。
〈魔銃遣い〉の魔銃は、彼らが時を越えて「適格者」へ与えていた。

## 単行本
- 著：ゆずはらとしゆき、イラスト：toi8『空想東京百景』 講談社BOX、全3巻
  1. 空想東京百景　2008年5月8日発売、ISBN 978-4-06-283654-8
  2. 空想東京百景〈V2〉殺し屋たちの休暇　2015年3月3日発売、ISBN 978-4-06-283881-8
  3. 空想東京百景〈V3〉殺し屋たちの墓標　2015年4月2日発売、ISBN 978-4-06-283882-5
- 著：ゆずはらとしゆき、イラスト：toi8『空想東京百景〈令〉』 LINE文庫、既刊1巻
  1. メトロポリス探偵社 空想東京百景〈令〉　2019年12月5日発売、ISBN 978-4-910040-12-7

## 関連作品
- 著：ゆずはらとしゆき、イラスト：宇佐美渉『試作品少女 空想東京百景』二見ブルーベリー文庫 2005年10月21日発売、ISBN 978-4576051765
- 著：ゆずはらとしゆき、イラスト：宮の坂まり『十八時の音楽浴 漆黒のアネット』小学館ガガガ文庫 2007年6月19日発売、ISBN 978-4094510133

## 漫画
- 原作：ゆずはらとしゆき、漫画：toi8『空想東京百景〈異聞〉Strange Report』 REXコミックス（一迅社）、全1巻
  1. 2015年4月27日発売、ISBN 978-4758065009